# Ambocythere
Ambocythere is een geslacht van kreeftachtigen uit de klasse van de Ostracoda (mosselkreeftjes).

## Soorten
- Ambocythere bodjonegoroensis (Kingma, 1948) Bold, 1958 †
- Ambocythere campana Sheppard & Bate, 1980 †
- Ambocythere carina Guan, 1978 †
- Ambocythere caudata Bold, 1965
- Ambocythere cavitata Zhao (Yi-Chun) (Quan-Hong) in Wang et al., 1988
- Ambocythere challengeri Benson, 1983
- Ambocythere challengeri Benson in Benson & Peypouquet, 1983
- Ambocythere christineae Jellinek & Swanson, 2003
- Ambocythere costaricana Bold, 1967 †
- Ambocythere dentata Hartmann-Schröder & Hartmann, 1962
- Ambocythere dentata Hartmann, 1962
- Ambocythere elliptica Jiang & Wu in Gou, Chen, Guan, Jian, Liu, Lai & Chen, 1981 †
- Ambocythere elongata Bold, 1958
- Ambocythere exilis Bold, 1965
- Ambocythere hyalina Bold, 1958
- Ambocythere keiji Bold, 1958
- Ambocythere mohleri (Kingma, 1948) Hanai, Ikeya & Yajima, 1980 †
- Ambocythere orientale Zhao (Yi-Chun) (Quan-Hong) in Wang et al., 1988
- Ambocythere orientalis Zhao, 1988
- Ambocythere planata Hu, 1981 †
- Ambocythere quadrata (Guan, 1978) Gou in Gou, Chen, Guan, Jian, Liu, Lai & Chen, 1981 †
- Ambocythere ramosa Bold, 1965
- Ambocythere recta Jellinek & Swanson, 2003
- Ambocythere reticulata Jiang & Wu in Gou, Chen, Guan, Jian, Liu, Lai & Chen, 1981 †
- Ambocythere scitula Guan, 1978 †
- Ambocythere sensibilis Luebimova & Sanchez, 1974 †
- Ambocythere sinuosa Mazzini, 2005
- Ambocythere stolonifera (Brady, 1880) Bold, 1958
- Ambocythere sturgio Yasuhara, Okahashi & Cronin, 2009
- Ambocythere subreticulata Bold, 1958
- Ambocythere sulcata Bold, 1958
- Ambocythere uchinaensis Nohara, 1987 †
- Ambocythere yutaoi Hu & Tao, 2008